# Flaga Kuby
Flaga Kuby, nazywana przez Kubańczyków Bandera de la Estrella Solitaria (hiszp. „bandera samotnej gwiazdy”) została zaprojektowana przez redaktora kubańskiej gazety La Verdad ("Prawda"), poetę Miguela Teurbe Tolóna, w 1848 roku. Gwiazda została zapożyczona z flagi Teksasu. Po raz pierwszy flaga w tej postaci została podniesiona 19 maja 1850 roku w mieście Cárdenas, na północnym wybrzeżu Kuby, gdzie generał Narciso López z 600 ludźmi podjął próbę (nieudaną) wyzwolenia kraju spod kolonialnego panowania.
Oficjalnym symbolem Kuby flaga ta jest od chwili otrzymania niepodległości, tj. od 20 maja 1902  roku.

## Symbolika
Umieszczony na fladze trójkąt symbolizuje siłę i niezmienność, a także miał odzwierciedlać masońskie wpływy – jest masońskim symbolem równości i braterstwa, zaś umieszczona na nim gwiazda, La Estrella Solitaria (Samotna gwiazda), była symbolem niepodległości.
Trzy niebieskie pasy odnoszą się do trzech prowincji na Kubie za czasów panowania hiszpańskiego.
Barwa biała uosabia czystość patriotyzmu rewolucjonistów.
Flaga Kuby stała się inspiracją do zaprojektowania flagi Portoryka.

## Flagi historyczne

Flaga Krzyża Burgundii (1521–1843)
Flaga Ameryki hiszpańskiej (1843–1873; 1874–1898)
Flaga Pierwszej Republiki Hiszpańskiej (1873–1874)
Flaga Cespedów w wojnie dziesięcioletniej (1868–1878)
Flaga Pierwszej Republiki Kuby (1902–1906; 1909–1959)
Flaga Ruchu 26 Lipca
Sztandar premiera Kuby (1959–1976)
Flaga rządu wojskowego Stanów Zjednoczonych na Kubie (1898–1902; 1906–1909)